# Opòssum de la Patagònia
L'opòssum de la Patagònia (Lestodelphys halli) és l'única espècie del gènere Lestodelphys. Viu a la regió de la Patagònia argentina, més al sud que qualsevol altre marsupial vivent.